# Dorcasomus delegorguei
Dorcasomus delegorguei là một loài bọ cánh cứng trong họ Cerambycidae.